# Sphaerosyllis renaudae
Sphaerosyllis renaudae är en ringmaskart som beskrevs av Hartmann-Schröder 1958. Sphaerosyllis renaudae ingår i släktet Sphaerosyllis och familjen Syllidae.
Artens utbredningsområde är Mexikanska golfen. Inga underarter finns listade i Catalogue of Life.